# Zsuzsa Szabó

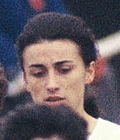
Zsuzsa Szabó (1964)

Zsuzsa Szabó (* 16. Januar 1940 als Zsuzsa Nagy in Pécs, Königreich Ungarn) ist eine ehemalige ungarische Mittelstreckenläuferin und Sprinterin.
Sie absolvierte eine Ausbildung zur Bibliothekarin. 1955 trat sie in den Verein Diósgyőri Vasas ein, wechselte 1957 zu DVTK ((Diósgyőr-Vasgyári Testgyakorlók Köre)) und war dann von 1959 bis 1968 Mitglied bei BEAC (Budapesti Egyetemi Atlétikai Club).
Zsuzsa Szabó wurde in Ungarn zur Sportlerin des Jahres 1966 gewählt.

## Sportliche Erfolge
Bei den Olympischen Spielen 1964 wurde sie Vierte über 800 m.
1966 gewann sie über dieselbe Distanz nach einem Sieg bei den Europäischen Hallenspielen in Dortmund Silber bei den Leichtathletik-Europameisterschaften in Budapest. Über 400 m wurde sie Siebte.
Je zweimal wurde sie Ungarische Meisterin über 400 m (1965, 1966) sowie über 800 m (1964, 1966) und einmal im Crosslauf (1964). 1966 wurde sie US-Hallenmeisterin über 880 Yards.

### Persönliche Bestzeiten
- 400 m: 53,7 s, 13. August 1966, Sofia
- 800 m: 2:03,1 min, 4. September 1966, Budapest